# Trielasmus
Trielasmus là một chi bọ cánh cứng trong họ 
Elateridae.
Chi này được miêu tả khoa học năm 1846 bởi Blanchard.

## Các loài
Chi này có các loài:
- Trielasmus varians Blanchard, 1846